# Circuito dell'Assunta
Le Circuito dell'Assunta (littéralement en français : Circuit de l'Assomption) est une course cycliste italienne disputée à Vittorio Veneto, en Vénétie. Comme son nom l'indique, elle est habituellement courue le jour de l'Assomption. 
Anciennement ouverte aux élites amateurs, cette épreuve fait partie du calendrier junior de la Fédération cycliste italienne depuis 2022. 

## Parcours
Avant son ouverture aux juniors, le parcours est formé par un court circuit de deux kilomètres emprunté à cinquante reprises, pour une distance totale de 100 kilomètres,.   

## Palmarès
| Année     | Vainqueur            | Deuxième               | Troisième         |
| --------- | -------------------- | ---------------------- | ----------------- |
| 1997      | Gerrit Glomser       |                        |                   |
| 1998      | Bruno Bertolini      |                        |                   |
| 1999-2000 | ?                    | ?                      | ?                 |
| 2001      | Ivan Ravaioli        |                        |                   |
| 2002      | Enrico Grigoli       |                        |                   |
| 2003      | Bruno Bertolini      |                        |                   |
| 2004      | Claudio Cucinotta    | Enrico Gasparotto      | Mattia Gavazzi    |
| 2005      | Tiziano Dall'Antonia | Oscar Gatto            | Roberto Ferrari   |
| 2006      | Sacha Modolo         | Oscar Gatto            | Marco Boz         |
| 2007      | Sacha Modolo         | Mauro Abel Richeze     | Matteo Busato     |
| 2008      | Daniel Oss           | Sacha Modolo           | Rafael Andriato   |
| 2009      | Luca Dugani Flumian  | Elia Viviani           | Andrea Pasqualon  |
| 2010      | Giacomo Nizzolo      | Davide Gomirato        | Andrea Peron      |
| 2011      | Filippo Fortin       | Christian Delle Stelle | Paolo Simion      |
| 2012      | Massimo Coledan      | Andrea Dal Col         | Ignazio Moser     |
| 2013      | Giovanni Longo       | Gianluca Milani        | Gianni Moscon     |
| 2014      | Leonardo Basso       | Eugert Zhupa           | Alessandro Pessot |
| 2015      | Federico Sartor      | Gianmarco Begnoni      | Luca Terzo        |
| 2016      | Andrea Borso         | Michael Bresciani      | Giovanni Lonardi  |
| 2017      | Giovanni Lonardi     | Nicola Breda           | Alessandro Pessot |
| 2018      | Cristian Rocchetta   | Giovanni Lonardi       | Gianmarco Begnoni |
| 2019      | Enrico Zanoncello    | Leonardo Marchiori     | Elia Menegale     |
| 2020      | pas de course        | pas de course          | pas de course     |
| 2021      | Alessio Acco         | Damiano Valerio        | Pietro Aimonetto  |
| 2022      | Giovanni Cuccarolo   | Giovanni Zordan        | Matteo De Monte   |
| 2023      | Matteo Fiorin        | Franco Cazzarò         | Riccardo Biondani |